# Jürgen Bertow
Jürgen Bertow (ur. 24 stycznia 1950 w Berlinie) – niemiecki wioślarz reprezentujący NRD, brązowy medalista olimpijski i dwukrotny medalista mistrzostw świata.

## Kariera sportowa
Wystąpił na igrzyskach olimpijskich w Montrealu w 1976, gdzie razem z Hansem-Ulrichem Schmiedem zdobył brązowy medal w dwójkach podwójnych. W wyścigu finałowym lepsi o 4,25 sekundy byli Norwegowie, a 2,19 sekundy Brytyjczycy. Był to jego jedyny start olimpijski.
W tej samej konkurencji zdobył też srebrny medal na mistrzostwach świata w Nottingham (1975), a na mistrzostwach świata w Lucernie (1974) wspólnie z Joachimem Dreifke, Götzem Draegerem i Rüdigerem Reiche wywalczył złoty medal w czwórkach podwójnych.
Bertow ukończył inżynierię i po zakończeniu kariery sportowej prowadził własną firmę.
Odznaczony Orderem Zasługi dla Ojczyzny.